# Hans Kaffarnik
Hans Kaffarnik (* 20. März 1929 in Oberschlesien) ist ein deutscher Mediziner, Internist und Endokrinologe.

## Leben
Hans Kaffarnik studierte Medizin und wurde 1956 an der Medizinischen Fakultät der Julius-Maximilians-Universität Würzburg promoviert. Von 1958 bis 1960 war er Volontärassistent am Physiologisch-chemischen Institut der Universität zu Köln und forschte seither zum Fettstoffwechsel. 1962 kehrte er nach Würzburg zurück und war an der Medizinischen Poliklinik tätig. 1966 ging er als Funktionsoberarzt an die Medizinische Poliklinik der Philipps-Universität Marburg. Er habilitierte sich mit einer Arbeit zum Thema Klinische und biochemische Untersuchungen von essentiellen, symptomatischen und induzierten Vermehrungen der Serumlipide und wurde 1972 Professor für innere Medizin am Universitätsklinikum Marburg. Von 1982 bis zur Emeritierung im Jahr 1994 leitete Kaffarnik die Abteilung für Endokrinologie und Stoffwechsel am Zentrum für Innere Medizin.
Zu Kaffarniks besonderen Verdiensten gehören seine Forschungen zum Zusammenhang von Diabetes mellitus und Störungen des Fettstoffwechsels mit der Ausbildung von Arteriosklerose.
Kaffarnik ist Vater von fünf Kindern und lebt mit seiner Ehefrau in Marburg.

## Auszeichnungen (Auswahl)
- Rudolf-Schönheimer-Medaille der DGAF (2000)
- Bundesverdienstkreuz 1. Klasse (2009)
- Dr. Richard-Hammer-Medaille der Landesärztekammer Hessen
- Michel-Eugène-Chevreul-Medaille der Lipid-Liga (2019)
- Ehrenpräsident der Deutschen Gesellschaft für Arterioskleroseforschung (DGAF)[1]
- Benennung des Hans-Kaffarnik-Young-Investigator-Award der DGAF[3]

## Schriften (Auswahl)
- Sektionsstatistische Untersuchungen zur Säuglingssterblichkeit unter besonderer Berücksichtigung der perinatalen Mortalität. (Dissertation), Würzburg 1956.
- mit Jürgen Schneider und Renate Nolte: Störungen des Fettstoffwechsels. Erkennung und Behandlung in Praxis und Klinik. Deutscher Ärzte-Verlag, Köln-Lövenich 1976, ISBN 978-3-7691-1022-7.
- mit Lothar Hausmann: Diabetologie für die Praxis. Schattauer, Stuttgart, New York 1978, ISBN 978-3-7945-0623-1.
- Aktuelle Gesichtspunkte der Hyperlipoproteinämien. (Hrsg.) Springer, Berlin u. a. 1988, ISBN 978-3-540-19023-3.